# Мацьків Петро Васильович
Петро́ Васи́льович Мацьків (нар. 17 червня 1961, село Вільшаник Самбірського району Львівської області) — український науковець, мовознавець, декан факультету української та іноземної філології Дрогобицького державного педагогічного університету імені Івана Франка. Доктор філологічних наук (2008), професор (2011).

## Біографія
У 1985 році закінчив Дрогобицький державний педагогічний інститут імені Івана Франка. Працював викладачем Самбірського педагогічного училища.
У 1988 році — лаборант, з 1988 року — асистент, доцент кафедри української мови Дрогобицького державного педагогічного університету імені Івана Франка.
2008 року захистив докторську дисертацію на тему «Концептосфера Бог в українській мовній картині світу: біблійний, фольклорний, словниково-діахронний дискурси».
З 2011 року — професор кафедри української мови, з 2018 по листопад 2021 року — завідувач кафедри української мови Дрогобицького державного педагогічного університету імені Івана Франка.
У вересні — листопаді 2021 року — в.о. декана, з листопада 2021 по вересень 2022 року — декан філологічного факультету Дрогобицького державного педагогічного університету імені Івана Франка. З вересня 2022 року — декан факультету української та іноземної філології Дрогобицького державного педагогічного університету імені Івана Франка.
Наукові дослідження: українське мовознавство, когнітивна лінгвістика, лінгвокультурологія.

## Основні праці
- Концептосфера БОГ в українському мовному просторі. К.; Дрогобич: Коло, 2006.
- Семантико-функціональні особливості лексеми любов в українських перекладах Біблії // Науковий вісник Херсонського університету. 2010. Вип. 12;
- Структурне моделювання концепту Бог у біблійному тексті // Проблеми гуманітарних наук. Серія Філологія. Дрогобич, 2014. № 33;
- Образний потенціал паремій з компонентом око в «Галицько-руських народних приповідках» // Науковий вісник Східноєвропейського університету. Луцьк, 2015. № 19.
- Українські переклади Біблії: семасіологічний аспект // Wydawnictwo Uniwersytetu Przyrodniczego w Lublinie. Teka komisji polsko-ukraińskich związków kulturowych. Lublin, 2012.Tom VI.
- Давні вірування українців: лінгвокультурологічний аспект // Рідне слово в етнокультурному вимірі: збірник наукових праць. Дрогобицький державний педагогічний університет ім. Івана Франка. Дрогобич: Посвіт, 2017.
- Мовна картина світу в контексті суміжних наукових понять // Науковий вісник Дрогобицького державного педагогічного університету імені Івана Франка. Серія Філологічні науки (Мовознавство): Збірник наукових праць. №7. Дрогобич, 2017.